# Skedsmo
Skedsmo és un antic municipi situat al comtat d'Akershus, Noruega. Té 52.522 habitants (2016) i té una superfície de 77 km². El centre administratiu del municipi és el poble de Lillestrøm.

## Fills il·lustres
- Trygve Haavelmo (1911 - 1999), economista, Premi Nobel d'Economia de l'any 1989.